# Emilio Ruiz del Río
Emilio Ruiz del Río (* 11. April 1923 in Madrid; † 14. September 2007 ebenda) war ein spanischer Spezialeffektkünstler.

## Leben und Wirken
Emilio Ruiz del Río studierte zunächst Kunst an der Real Academia de Bellas Artes de San Fernando in Madrid. Ab den 1940er Jahren wurde er zunächst im Film als Matte-Painter und Kulissenmaler tätig. Er konnte bald in internationalen Produktionen mitwirken.
In den 1970er Jahren wurde er im Modellbau tätig und spezialisierte sich im Bereich der Vorsatzmodelle, Miniaturen, die im Kamerabild mit der Realaufnahme verschmelzen. Ab 1990 wurde er zehn Mal für den Goya nominiert und drei Mal ausgezeichnet.
Insgesamt wirkte er bei mehr als 450 Filmen mit.

## Filmografie (Auswahl)
- 1948: Locura de amor
- 1959: Die letzten Tage von Pompeji (Gli ultimi giorni di Pompei)
- 1960: Spartacus
- 1962: Lawrence von Arabien (Lawrence of Arabia)
- 1964: Die Stunde der harten Männer (Ercole, Sansone Maciste e Ursus gli invincibili)
- 1967: Ein Tag zum Kämpfen (Custer of the West)
- 1967: … und morgen fahrt ihr zur Hölle (Dalle Ardenne all’inferno)
- 1968: Töte alle und kehr allein zurück (Ammazzali tutti e torna solo!)
- 1970: Kanonen für Cordoba (Cannon for Cordoba)
- 1972: Die Schatzinsel (Treasure Island)
- 1975: Zwiebel-Jack räumt auf (Cipolla Colt)
- 1975: Zorro
- 1982: Conan der Barbar (Conan the Barbarian)
- 1984: Der Wüstenplanet (Dune)
- 1984: Conan der Zerstörer (Conan the Destroyer)
- 1985: Red Sonja
- 1989: El niño de la luna
- 1993: Aktion Mutante (Acción Mutante)
- 1994: Die römische Kanone (S.P.Q.R. 2000 e 1/2 anni fa)
- 1997: Dem Tod auf der Spur (Territorio Comanche)
- 1998: Das Mädchen deiner Träume (La niña de tus ojos)
- 1999: Bruderschaft des Todes (Nadie conoce a nadie)
- 2000: Obra maestra
- 2001: The Devil’s Backbone (El espinazo del diablo)
- 2002: Guerreros
- 2003: Soldados de Salamina
- 2006: Pans Labyrinth (El laberinto del fauno)